# Sessue Hajakawa
Sessue Hayakawa (japonsky 早川 雪洲 Hayakawa Sesshū), vlastním jménem Kintaró Hajakawa (japonsky 早川 金太郎, Hayakawa Kintarō), (10. června 1889 – 23. listopadu 1973) byl japonský herec, který hrál v amerických, japonských, francouzských, německých a britských němých filmech. Nejvíc aktivní byl v amerických filmech. Byl prvním asiatem, který hrál v amerických a evropských filmech. Byl tedy první japonsko-americkou filmovou hvězdou. Jeho „zadumaně hezký“ vzhled a role zlověstného padoucha z něj udělaly idol amerických žen a byl prvním sex symbolem Hollywood.[zdroj?]
Na začátku kariéry byl známý stejně jako Charlie Chaplin a Douglas Fairbanks, zatímco v současnosti je téměř zapomenut.

## Osobní život
Narodil se jako Kintaró Hajakawa [早川金太郎 Hayakawa Kintarō] 10. června 1889 v japonské vesnici Nanaura, která je dnes částí města Čikura ve velkoměstě Minamibosó. Byl druhým synem guvernéra prefektury Čiba.
V dětství dočasně ohluchl na jedno ucho, což ho velice psychicky zasáhlo a narušilo jeho plány do budoucna. V roce 1911 se odstěhoval do USA, kde žil až do roku 1925; během těchto čtrnácti let se vrátil do Japonska pouze jednou, když zemřel jeho otec.
1. května 1914 se oženil s japonskou herečkou Curu Aokiovou. Manželství trvalo 47 let, tedy do roku 1961, kdy Curu zemřela. Jeho první syn byl mimomanželský – narodil se v roce 1929 v New Yorku a jeho matkou byla bílá herečka Ruth Nobleová. Jeho syn je známý pod jménem Alexander Hayes, ale jeho příjmení bylo později změněno na Yukio, když ho adoptoval se svou manželkou Curu a přestěhovali se do Japonska. Později měl ještě dvě dcery; Jošiko, která byla taky herečkou a Fudžiko, která byla tanečnice.
Curu zemřela v roce 1961, po její smrti se opět vrátil do Japonska a přijal buddhismus.
V roce 1966 skončil s herectvím a odešel do důchodu. Zemřel v Tokiu 23. listopadu 1973 ve věku 84 let. Příčinou smrti byla mozková trombóza a komplikovaný zápal plic. Byl pohřben na hřbitově Čokeidži v Tojamě v Japonsku.

## Filmografie

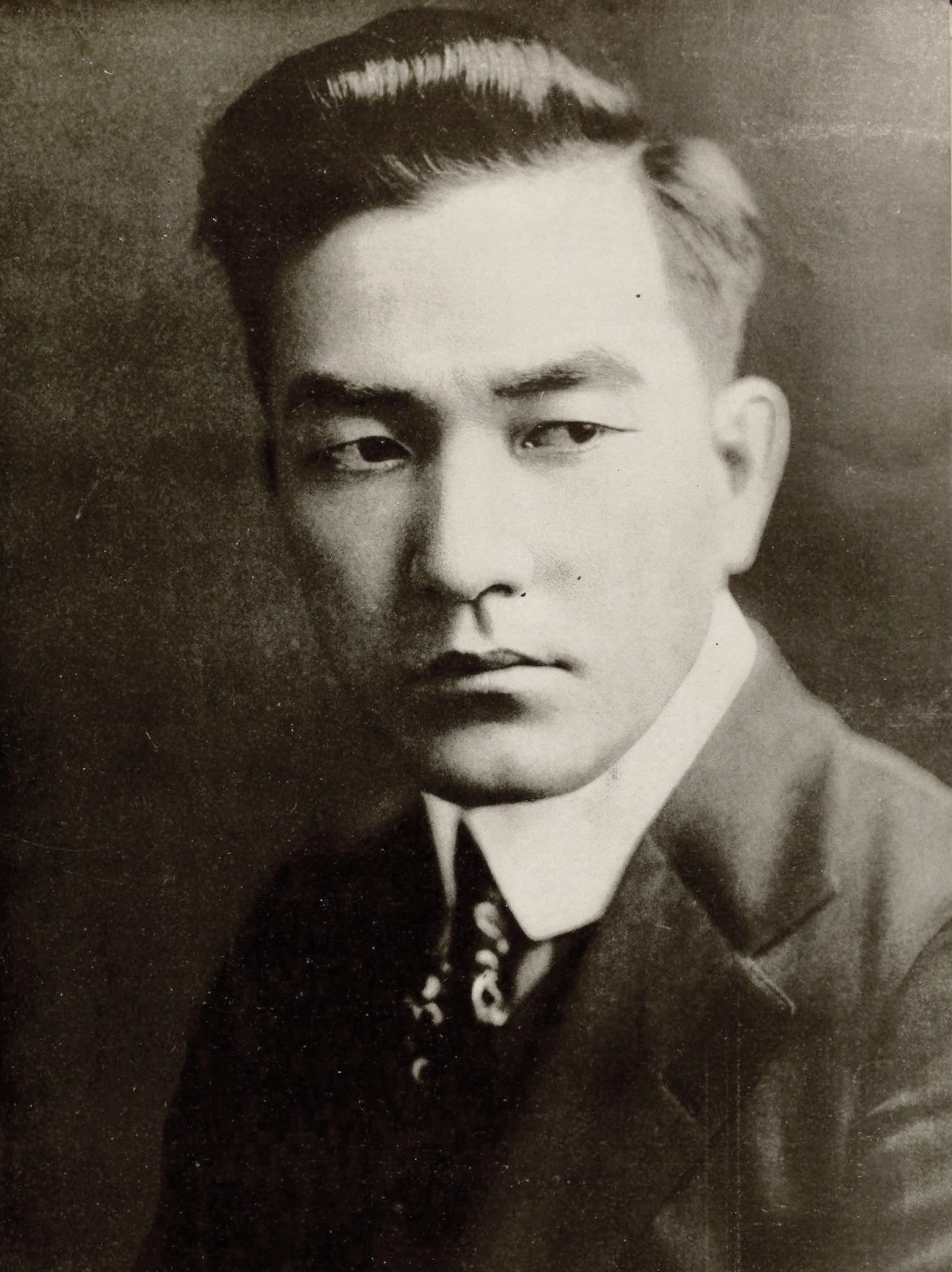
Sessue Hajakawa v roce 1920 (31 let)

### Produkce
- The Swamp (1921)
- Where Lights Are Low (1921)
- Black Roses (1921)
- The First Born (1921)

### Režie
- Taiyo wa higashi yori (The Sun Rise from the East) (1932)
- La Bataille (1923) (co-director)

### Námět
- Taiyo wa higashi yori (The Sun Rise from the East) (1932)
- La Bataille (1923) (co-director)

### Role, kde hrál sám sebe
- Running Hollywood (1932)
- Around the World in 80 Minutes s Douglasem Fairbanksem (1931)
- Night Life in Hollywood (1922)
- United States Fourth Liberty Loan Drive (1918)

### Televizní role
- Route 66 (1963)
- Here's Hollywood (1961, 1962)
- The Steve Allen Show (1959)
- Studio One (1958)
- Kraft Television Theatre (1958)
- Wagon Train (1958)

### Počátky
- The Death Mask (1914)
- The Village 'Neath the Sea (1914)
- The Curse of Caste (1914)
- Star of the North (1914)
- A Relic of Old Japan (1914)
- A Tragedy of the Orient (1914)
- The Ambassador's Envoy (1914)
- The Geisha (1914)
- The Courtship of O San (1914)
- O Mimi San (1914)
- The Last of the Line (1914)
- Mother of the Shadows (1914)
- The Vigil (1914)
- The Hateful God (1914)
- Nipped (1914)

### Filmy Thomase Ince
- The Sacrifice (1914)
- The Wrath of the Gods (1914)
- The Typhoon (1914)

### Němé filmy
- The Temple of Dusk (1918)
- His Birthright (1918)
- The City of Dim Faces (1918)
- The Bravest Way (1918)
- The White Man's Law (1918)
- The Honor of His House (1918)
- The Hidden Pearls (1918)
- Banzai (1918)
- The Secret Game (1917)
- The Call of the East (1917) … Arai Takada
- Hashimura Togo (1917) … Hashimura Togo
- Forbidden Paths (1917) … Sato
- The Jaguar's Claws (1917) … El Jaguar
- The Bottle Imp (1917) … Lopaka
- Each to His Kind (1917) … Rhandah
- The Victoria Cross (1916)
- The Soul of Kura San (1916)
- The Honorable Friend (1916)
- Alien Souls (1916)
- Temptation (1915)
- The Cheat (1915)
- The Secret Sin (1915)
- The Clue (1915)
- The Chinatown Mystery (1915)
- The Famine (1915)
- After Five (1915)

### Haworth Pictures Corporation
- The Swamp (1921)
- Where Lights Are Low (1921)
- Black Roses (1921)
- The First Born (1921)
- An Arabian Knight (1920)
- Li Ting Lang (1920)
- The Devil's Claim (1920)
- The Brand of Lopez (1920)
- The Beggar Prince (1920)
- The Tong Man (1919)
- The Illustrious Prince (1919)
- The Dragon Painter (1919)
- Bonds of Honor (1919)
- The Gray Horizon (1919)
- The Man Beneath (1919)
- His Debt (1919)
- A Heart in Pawn (1919)
- The Courageous Coward (1919)

### Evropské, americké a japonské filmy
- Quartier chinois (1947)
- Le Cabaret du grand large (1946)
- Malaria (1943)
- Le Soleil de minuit (1943)
- Macao, l'enfer du jeu (fr) (1939/1942)
- Patrouille blanche (1942)
- Tempête sur l'Asie (1938) French
- Forfaiture (1937)
- Yoshiwara (1937) French
- The Daughter of the Samurai (1937) German-Japanese
- Tojin Okichi (1935)
- Bakugeki hikôtai (1934)
- Taiyo wa higashi yori (1932)
- Daughter of the Dragon (1931) USA (Paramount Pictures)
- The Man Who Laughed Last (1929)
- J'ai tué! (1924)
- The Danger Line (1924)
- Sen Yan's Devotion (1924)
- The Great Prince Shan (1924)
- La Bataille (1923)
- The Vermilion Pencil (1922) USA
- Five Days to Live (1922)

### Poslední filmy
- The Daydreamer (1966)
- The Big Wave (film) (1961)
- Swiss Family Robinson (1960)
- Hell to Eternity (1960)
- Green Mansions (1959) … Runi
- The Geisha Boy (1958)
- The Bridge on the River Kwai (1957), nominován na Oscara za nejlepší herecký výkon ve vedlejší roli
- House of Bamboo (1955)
- Re mizeraburu: kami to jiyu no hata (1950)
- Re mizeraburu: kami to akuma (1950)
- Harukanari haha no kuni (1950)
- Three Came Home (1950)
- Tokyo Joe (1949)